# Mirambeau, Charente-Maritime
Mirambeau là một xã ở tỉnh Charente-Maritime thuộc vùng Nouvelle-Aquitaine tây nam nước Pháp.

## Dân số
| Năm  | Dân số | Density |
| ---- | ------ | ------- |
| 1962 | 1,480  | -       |
| 1968 | 1,541  | -       |
| 1975 | 1,364  | -       |
| 1982 | 1,344  | -       |
| 1990 | 1,409  | -       |
| 1999 | 1,461  | 54/km²  |